# Островский, Владислав Томаш
Владислав Томаш Островский (пол. Władysław Tomasz Ostrowski ; 7 марта 1790, Варшава — 21 ноября 1869, Краков) — польский государственный и военный деятель, маршал Сейма Царства Польского во время ноябрьского восстания, граф (с 1798).

## Биография
Представитель польского шляхетского рода Островских герба «Равич». Младший сын Томаша Романа Адама Островского (1735—1817), 1-го президента Сената Царства Польского, и Аполонии Ледоховской (1761—1795). Старший брат — бригадный генерал Антоний Ян Островский (1782—1845).
В 1800—1807 годах Владислав Томаш Островский учился в Collegium Nobilium. С 1808 года в армии Варшавского княжества, служил в конно-артиллерийском отделении. Участвовал в Польско-австрийской войне, где отличился в битве при Рашине, за что получил крест ордена Virtuti militari. За участие в кампании 1812 года против России награжден награждением крестом Почетного легиона. В 1813 году стал подполковником конной артиллерии. По поручению генерала Яна Генриха Домбровского провел в августе 1814 года в Петербурге переговоры с царем Александром и о будущем Великого герцогства Варшавского.
В политической жизни Царства Польского он не принимал активного участия в политической жизни. Занимался переводом итальянской и английской поэзии. Переводил стихи лорда Байрона. В 1829 году стал членом Общества друзей наук.
В 1830 году был избран депутатом Сейма от Петрковской земли. Протестовал против статьи 1825 года, отменявшей публичность заседаний сейма. После начала Ноябрьского восстания вошел в Административный совет. Он принимал участие в делегации в Вержбне, которая договаривалась с великим князем Константином Павловичем об условиях, на которых он должен был покинуть пределы королевства. 18 декабря 1830 года на первом заседании повстанческого Сейма был единогласно избран его маршалом.
25 января 1831 года был одним из инициаторов принятия постановления о свержении с польского престола российского императора Николая I Павловича. Он был противником переговоров с российским правительством. После взятия Варшавы русскими войсками, председательствовал в качестве маршала на заседаниях Сейма в Закрочиме и Плоцке. В Кракове был арестован австрийцами и посажен в крепость в Граце. В 1834 году приговорен русскими властями к повешению за участие в Ноябрьском восстании. Был членом повстанческого Сейма в эмиграции. В 1855 году, во время Крымской войны, он направил французскому императору Наполеону III Бонапарту Мемориал о воскрешении Польши. В 1862 году поселился в Кракове.
С 1815 года был женат на княжне Клементине Сангушко-Ковельской (1786—1841), дочери князя Януша Модеста Сангушко (1749—1806) и Аниелы Агнешки Ледоховской (+ 1825), но в браке детей не имел.